# Falloch
Falloch is een Schotse postmetalband. De band is opgericht in 2010, in Glasgow. De naam Falloch is ontleend aan de gelijknamige waterval bij de ingang van Loch Lomond en verwijst naar de bron van inspiratie voor musici. In 2011 bracht de band hun eerste album uit, genaamd Where Distant Spirits Remain. Dit werd door fans van het genre zeer goed onthaald.

## Geschiedenis
Nadat Andy Marshall en Scott Mclean al in diverse andere bands hadden gespeeld, richtten ze eind 2010 Falloch op. Hun debuutalbum Where Distant Spirits Remain werd volledig opgenomen in de garage van McLean, die tevens de volledige productie op zich nam. Na een zoektocht naar een label kwamen ze terecht bij Candlelight Records waardoor de band internationaal gelanceerd werd. Het album kreeg erkenning van mortemzine.net als ‘Debut of the year’. In november 2011 kwamen er twee bandleden bij. Ben Brown neemt de bas op zich en Steve Scott werd de nieuwe drummer.
Op 6 juni 2012 stapte zanger Andy Marshall onverwacht uit de band.

## Stijl
Algemeen wordt Falloch onderverdeeld in het genre post-black metal, maar de groep vertoont ook invloeden uit de folk, postrock en black metal. Hun muziek is zeer atmosferisch en bestaat uit krachtige riffs die afgewisseld worden met strijkinstrumenten en fluitintermezzo's. De zang is, in tegenstelling tot collega's van het genre, zeer clean en breekbaar. In Beyond Embers And the Earth hoor je ook onmiskenbaar Schotse invloeden. De band liet zich naar verluidt beïnvloeden door Alcest, Drudkh en Primordial.

## Discografie
Albums:
- Where Distant Spirits Remain - 2011
- This Island, Our Funeral - 2014